# Vanilla platyphylla
Vanilla platyphylla ist eine Pflanzenart aus der Gattung Vanille (Vanilla) in der Familie der Orchideen (Orchidaceae). Sie wächst als Kletterpflanze auf Sulawesi.

## Beschreibung
Vanilla platyphylla ist eine immergrüne Kletterpflanze, die verzweigten Sprosse erreichen einen bis 1,3 Zentimeter Durchmesser, die Internodien sind sieben bis neun Zentimeter lang. Die Blätter sind oval, vorne spitz ausgezogen; der Blattstiel ist einen bis 1,5 Zentimeter lang, das ganze Blatt misst bis zu 30 Zentimeter in der Länge und 13 Zentimeter in der Breite und ist damit für eine Vanille-Art sehr groß.
Der traubige, mit zahlreichen Blüten besetzte Blütenstand ist bis 15 Zentimeter lang. Die Tragblätter sind halbkugelförmig und etwa 0,5 Zentimeter lang. Der Fruchtknoten misst 3,5 bis vier Zentimeter. Die Blüten sind gelblich, die Lippe ist weiß mit roter Mitte. Die Sepalen sind länglich-oval und messen vier Zentimeter Länge, die Petalen sind etwas kleiner, weniger fleischig und auf der Außenseite gekielt. Die 3,7 Zentimeter lange Lippe ist an ihrer Basis röhrenförmig mit den Rändern der Säule verwachsen. Weiter vorn ist die Lippe undeutlich dreilappig, die Seitenlappen sind nach oben geschlagen, der Rand der Lippe ist gewellt. Auf der Lippe sitzt mittig ein Büschel gelber Haare, das sich zur Basis hin in einem mit Papillen besetzten Streifen fortsetzt. Die Säule ist 2,5 Zentimeter lang und auf der Unterseite behaart.

## Verbreitung
Während Soto Arenas und Cribb Vanilla platyphylla als endemisch auf Sulawesi vorkommend beschreiben, gibt Rafael Govaerts in WCSP auch ein Vorkommen auf den Philippinen an. Schlechter fand sie 1909 am Gunung Klabat.

## Systematik und botanische Geschichte
Nach seinem Fund 1909 beschrieb Rudolf Schlechter diese Orchidee 1911. Der Name platyphylla setzt sich aus den griechischen Wörtern πλατύς    platys, „breit“, und φύλλον phyllon, „Blatt“, zusammen.
Innerhalb der Gattung Vanilla wird Vanilla platyphylla in die Untergattung Xanata und dort in die Sektion Thetya, die sämtliche Arten der Paläotropis enthält, eingeordnet. Nach Portères ähnelt Vanilla ovalis besonders der auf Neuguinea vorkommenden Vanilla kempteriana sowie den Arten Vanilla albida und Vanilla wariensis. Soto Arenas und Cribb sehen große Ähnlichkeiten zu Vanilla kinabaluensis.